# کاج ساق‌سفید
کاج ساق‌سفید (نام علمی: Pinus albicaulis) نام یک گونه از سرده کاج است.